# Comuna Horodîșce, Zboriv
Horodîșce (în ucraineană Городище) este o comună în raionul Zboriv, regiunea Ternopil, Ucraina, formată din satele Horodîșce (reședința) și Nosivți.

## Demografie
Componența lingvistică a comunei Horodîșce
     Ucraineană (100%)
Conform recensământului din 2001, toată populația comunei Horodîșce era vorbitoare de ucraineană (100%).